# Cortiçô da Serra, Vide Entre Vinhas e Salgueirais
Cortiçô da Serra, Vide Entre Vinhas e Salgueirais (llamada oficialmente União das Freguesias de Cortiçô da Serra, Vide Entre Vinhas e Salgueirais) es una freguesia portuguesa del municipio de Celorico da Beira, distrito de Guarda.

## Historia
Fue creada el 28 de enero de 2013 en aplicación de una resolución de la Asamblea de la República de Portugal promulgada el 16 de enero de 2013 con la unión de las freguesias de Cortiçô da Serra, Salgueirais y Vide Entre Vinhas, pasando su sede a estar situada en la antigua freguesia de Cortiçô da Serra.

## Demografía
| Gráfica de evolución demográfica de Cortiçô da Serra, Vide Entre Vinhas e Salgueirais entre 2011 y 2021 |
| |
| Datos según el nomenclátor publicado por el INE portugués.                                              |